# Лугове (Миколаївський район)
Лугове́ — село в Україні, у Коблівській сільській громаді Миколаївського району Миколаївської області. Населення становить 380 осіб.

## Населення

### Мова
Розподіл населення за рідною мовою за даними перепису 2001 року:
| Мова            | Кількість | Відсоток |
| --------------- | --------- | -------- |
| українська      | 332       | 87.37%   |
| російська       | 26        | 6.84%    |
| румунська       | 13        | 3.42%    |
| білоруська      | 5         | 1.32%    |
| гагаузька       | 1         | 0.26%    |
| інші/не вказали | 3         | 0.79%    |
| Усього          | 380       | 100%     |